# Belén (Medellín)
La comuna 16 Belén es una de las 16 comunas de la ciudad de Medellín, capital del departamento de Antioquia. Está localizada en la zona 6 suroccidental de la ciudad. Limita por el norte con la comuna número 11 Laureles - Estadio; por el oriente con la comuna número 15 Guayabal; al sur y al occidente con el Corregimiento de Altavista. Es de anotar que el límite al sur aún no está muy claro ya que las municipalidades de Medellín e Itagüí mantienen un conflicto limítrofe desde hace más de un siglo.

## Historia

### Orígenes prehispánicos
El territorio que hoy conforma Belén fue habitado por la etnia Tahamíes, específicamente por la tribu de los yamesíes. En 1541, los españoles lo denominaron Aburrá de los Yamesíes. El 24 de agosto de 1541 fue el punto de entrada al Valle de Aburrá del capitán don Jerómino Luis Tejelo, proveniente del occidente antioqueño.
Las comunidades indígenas del área utilizaban caminos para desplazarse a otros territorios. En lo que hoy se conoce como Altavista existía una vía caminable llamada Camino de Buga, que llegaba hasta donde está actualmente el municipio de Ebéjico.
Estas poblaciones se dedicaban a la caza y recolección de maíz, frijol, algodón y sal. La organización social incluía centros de reunión y movilidad estratégica que conformaron los primeros núcleos barriales en Belén.

### La Otra Banda
El territorio fue denominado también «la Otra Banda» u «Otrabanda», por encontrarse al otro lado del Río Medellín respecto al Poblado de San Lorenzo. Don Francisco Herrera Campuzano, Oidor y Visitador de Antioquia, ordenó la creación de un poblado en la margen oriental del río. Para 1616 se constituyó la encomienda indígena llamada Otrabanda de Aburrá. 
Dentro de Otrabanda florecieron sectores con identidad histórica propia: los corregimientos de Palmitas, San Antonio de Prado, San Cristóbal y Belén. Entre los siglos XIX y XX existieron centros cívicos que promovieron la cohesión social y consolidaron la identidad barrial. Estos centros se localizaban no solo alrededor del parque principal, sino también en Altavista y Las Playas.
La primera capilla dedicada a San Antonio de Padua se construyó en 1647, marcando un primer núcleo de población que antecede a Belén. Además, figuras como Doña Ana María Toro-Zapata y Ordaz-Figueroa gestionaron extensas tierras en Otrabanda, consolidando asentamientos y actividades económicas tempranas, incluyendo la minería en los valles cercanos. Esto evidencia la diversidad económica más allá de la agricultura y la importancia de liderazgos femeninos en la historia local.

### Población colonial y desarrollo agrícola
Para 1675, Guayabal u Otrabanda era el segundo sitio más poblado del Valle de Aburrá. Este territorio, llamado posteriormente «fracción de Belén», se extendía hasta la Quebrada La Iguaná, lindando con la fracción de San Cristóbal, conocida como «La Culata», y por el occidente con la cordillera que marcaba los límites con San Jerónimo.
Durante el siglo XVIII llegaron colonos españoles y pobladores de Santa Fe de Antioquia, Caldas, Copacabana y el oriente antioqueño. La economía se basaba en agricultura de subsistencia y comercial: caña de azúcar, trigo, frutales y hortalizas. Estas actividades permitieron la creación de caseríos y la primera configuración de barrios. A principios del siglo XX, Belén ya era una parroquia desmembrada de Medellín.

### Parroquia y nombre oficial
En 1814, el lugar fue elevado a parroquia, marcando un hito en la organización religiosa y social del territorio. En 1830 recibió oficialmente el nombre de Belén en homenaje a la ciudad bíblica donde nació Jesús, siguiendo el legado católico de los colonizadores españoles.
El primer reporte del nombre Belén lo mencionaba como «Belén de Otrabanda» o «Sitio de Guayabal». Posteriormente, el territorio pasó a integrar los cambios urbanísticos promovidos por la ciudad. Entre 1858 y 1864, la integración urbana se consolidó mediante obras de infraestructura como el Camellón de Carabobo y el Puente de Guayaquil, facilitando la conexión con el resto de Medellín y fomentando la expansión del barrio.
Para 1875, Belén era el segundo poblado más importante del Valle de Aburrá, destacándose por su producción agrícola y por la llegada de familias prominentes alrededor del parque y la parroquia: Cuartas, Pérez, Tirado, Mejía y Arango, quienes contribuyeron al desarrollo social y urbano de la zona.
En 1920, Belén aparece como «fracción» de Medellín con una población de 5 922 habitantes, siendo considerada un corregimiento apañe del área urbana. Para esa misma época, Guayabal funcionaba como corregimiento desde 1925. En el suroccidente, para la década de 1920, se encontraban los asentamientos de Belén, Altavista y Cristo Rey. Estos pequeños poblados, junto con algunos de La América, San Germán y Robledo, conformaban una extensa zona ruralizada que se correspondería con el occidente de la futura gran ciudad.

### Centro de Belén y vida social
El parque de Belén ha sido un sitio de encuentro desde principios del siglo XX, albergando historias del tranvía, el teatro Mariscal, la fábrica de cigarrillos Cruz y las lavanderas de la quebrada Altavista, así como heladerías y estaderos que funcionaban como espacios de socialización.
Según Germán Suárez Escudero, miembro de la Academia Antioqueña de Historia, Belén fue el epicentro de la conquista del Valle de Aburrá, debido a que en San Bernardo existía un poblado indígena al que llegó Jorge Robledo en agosto de 1541. Posteriormente, en 1550, Hernando de Cepeda y Ahumada construyó la primera capilla en lo que sería el poblado de Guayabal (también llamado Otrabanda), que dio origen al templo local.
Durante la época de la Independencia, la zona de la plaza de Belén pertenecía a la familia Pérez, quienes construyeron una capilla dedicada a San Juan de Dios. En 1814, esta capilla fue elevada a parroquia de Nuestra Señora de Belén por el vicario superintendente de la Arquidiócesis de Popayán, Lucio de Villa, siendo el primer párroco Juan María Céspedes, sucedido por Pedro José Pérez.
A mediados del siglo XX, el centro de Belén se consolidó como núcleo urbano y social. Entre 1922 y 1951 el tranvía conectaba el parque con otros sectores, y en la década de 1950 se construyó el teatro Mariscal. La vida social incluía heladerías, bailaderos y estaderos frecuentados por parejas, mientras que industrias como la fábrica de cigarrillos Cruz daban empleo a jóvenes del barrio.
A finales del siglo XX, la transformación urbana reemplazó gran parte de estos espacios de encuentro con bancos, oficinas, panaderías y almacenes. Sin embargo, el parque de Belén conserva su vocación de centro comunitario y testigo de la historia social y económica del barrio.

### Transformaciones urbanas y equipamiento comunitario
Hacia 1950, Belén comenzó un proceso masivo de urbanización permanente, intensificándose en la década de 1960 con la construcción de viviendas, vías arteriales e infraestructura pública. Este proceso consolidó a Belén como un barrio urbano integrado y funcional, propicio para el desarrollo industrial.
El desarrollo urbano de Belén refleja la transición de fincas y caseríos a barrios densamente poblados. Conserva casas históricas de familias prominentes, infraestructura pública significativa y espacios verdes integrados. Obras como el Camellón de Carabobo y el Puente de Guayaquil conectan la memoria patrimonial con la funcionalidad urbana moderna.
Desde mediados del siglo XX, Belén ha contado con escuelas, bibliotecas y centros culturales que fortalecen la educación y la cohesión social. Instituciones como la Biblioteca Pública Belén y centros juveniles fomentan la participación ciudadana y la conservación de la memoria histórica.
En 1963, Medellín fue reorganizada en seis zonas, asignándosele a Belén la comuna 16 dentro de la zona 6 suroccidental. Posteriormente, el Acuerdo Metropolitano 09 de 1992 y el Decreto 997 de 1993 redefinieron límites y barrios dentro de Belén, incorporando zonas como Las Mercedes, Miravalle y el Cerro Nutibara, y estableciendo oficialmente 21 barrios en la comuna.
En 2006 se inauguró el centro comercial Los Molinos sobre el terreno donde funcionaba la fábrica de textiles Vicuña. Ese mismo año, el Morro Pelón fue declarado cerro tutelar y convertido en ecoparque con senderos ecológicos, zonas de descanso y gimnasios al aire libre.
En 2007 se inauguró la Unidad Deportiva María Luisa Calle en el sector ‘Vaso de Leche’, con patinódromo, canchas de squash y de fútbol.
En 2008 se inauguró el Parque Biblioteca de Belén, con diseños del Laboratorio de Ingeniería y Paisajismo de la Universidad de Tokio, bajo la dirección de Hiroshi Naito. Ese mismo año se estableció la Clínica Saludcoop de la 80 en Belén La Gloria, reabierta en 2020 tras la liquidación de algunas EPS.
El 22 de diciembre de 2011 inició operaciones la línea de Metroplús, con 21 estaciones seis de ellas en Belén, capacidad máxima de 3 018 pasajeros, 31 autobuses articulados y 47 padrones de mediana capacidad.
En 2019 se remodeló el parque principal de Belén con mejoras en accesibilidad, iluminación, zonas verdes y mobiliario. Ese mismo año se completó la primera etapa del proyecto Distrito D en la Unidad Deportiva de Belén, adaptando canchas y gimnasio al aire libre.
En 2021 se remodeló el Teatro Carlos Vieco, recuperando un espacio para 1 500 visitantes y actividades culturales. Ese mismo año se finalizaron las obras de remodelación del Cerro Nutibara, mejorando museo y vías de acceso.

### Planeación local y participación ciudadana
El proceso de planeación participativa comenzó en 1991 con el Plan Estratégico de la Consejería Presidencial para Medellín. Entre 2005 y 2007 se formuló el primer Plan de Desarrollo Local (PDL) de la comuna 16, revisado en 2014–2015 con acompañamiento del Comité Internacional para el Desarrollo de los Pueblos (CISP) y la participación de líderes y habitantes. Durante este proceso se realizaron talleres con líderes barriales, recorridos por la comuna, ejercicios de cartografía social, entrevistas a actores institucionales y mesas de trabajo temáticas, permitiendo priorizar problemáticas y formular componentes estratégicos agrupados en cinco líneas de desarrollo para el periodo 2015–2027.

## Geografía
La comuna de Belén ocupa un área de 9,887 km² (989 hectáreas), equivalentes al 9 % del total de la zona urbana y al 2,7 % del total de Medellín.

### Ubicación
La comuna de Belén está ubicada en el extremo suroccidental del municipio de Medellín. Limita al norte con la quebrada Altavista y la Avenida 33; al oriente con el Aeroparque Juan Pablo II, desde el Cerro Nutibara hasta las carreras 80 y 81; al sur con el municipio de Itagüí; y al occidente con el corregimiento de Altavista, dentro del perímetro urbano.

### Orografía
El terreno de la comuna presenta pendientes suaves a moderadas en gran parte del territorio. En contraste, la parte alta —que incluye barrios como Belén Rincón (La Capilla), Zafra, Altavista y Las Violetas— presenta topografía más inclinada. El principal accidente geográfico es el Cerro Nutibara, que sirve como hito de referencia para toda la ciudad.

### Hidrografía
La comuna está atravesada por varias quebradas: La Guayabala, La Pabón, El Saladito, Caza Diana, Altavista, y La Picacha o Aguas Frías. Estas vertientes presentan alteraciones notorias en época de lluvias, causadas por deforestación en sus cuencas, explotación inadecuada de materiales de construcción en sus cabeceras y la disposición de desechos sólidos a lo largo de sus recorridos. En la parte media de su cauce, muchas de estas quebradas están invadidas por construcciones.

## División
Según el Acuerdo No. 997 de 1993, la comuna está compuesta por 21 barrios y un área institucional.
| Comuna 16, división barrial. |                        |              |
| Código de barrio             | Nombre                 | Área (en m²) |
| 1601                         | Fátima                 | 435 923.43   |
| 1602                         | Rosales                | 605 743.31   |
| 1603                         | Belén                  | 537 959.62   |
| 1604                         | Granada                | 184 314.35   |
| 1605                         | San Bernardo           | 566 087.06   |
| 1606                         | Las Playas             | 353 621.93   |
| 1607                         | Diego Echavarría       | 316 206.18   |
| 1608                         | La Mota                | 513 442.84   |
| 1609                         | La Hondonada           | 455 669.00   |
| 1610                         | El Rincón              | 652 324.62   |
| 1611                         | La Loma de los Bernal  | 486 257.00   |
| 1612                         | La Gloria              | 608 726.56   |
| 1613                         | Altavista              | 397 283.12   |
| 1614                         | La Palma               | 333 622.68   |
| 1615                         | Los Álpes              | 276 128.84   |
| 1616                         | Las Violetas           | 592 003.81   |
| 1617                         | Las Mercedes           | 380 818.84   |
| 1618                         | Nueva Villa de Aburrá  | 188 083.75   |
| 1619                         | Miravalle              | 163 705.68   |
| 1620                         | El Nogal-Los Almendros | 247 481.14   |
| 1621                         | Cerro Nutibara         | 134 327.25   |
| Institucional                | Cerro Nutibara         | 401 562.90   |
| Total                        | Total                  | 8 831 293.91 |

### Sectores no oficiales
Además de los barrios oficiales, en Belén existen trece sectores reconocidos por los vecinos y algunos con Junta de Acción Comunal. Estos sectores, aunque no figuran en los mapas de Planeación, son considerados barrios desde una perspectiva sociológica y cultural. Los sectores son:
- Barrios de Jesús (parte de San Bernardo)
- Porvenir (parte de Belén Parque)
- Malibú (parte de Rosales)
- Rodeo Alto (parte de La Hondonada)
- La Pradera (parte de Las Mercedes)
- La Nubia (parte de La Gloria)
- Aliadas (parte de La Gloria)
- Las Margaritas (parte de Las Playas)
- La Capilla
- Villa Café
- Zafra
- Buenavista
- Los Alpinos

Estos sectores reflejan la historia y organización de las comunidades locales y han sido reconocidos por su identidad y cohesión social.

## Demografía

### Población total
Según el Anuario Estadístico de Medellín 2024, la Comuna 16 Belén cuenta con una población total de 217 501 habitantes, de los cuales 117 820 son hombres y 99 681 son mujeres. La comuna ocupa una extensión de 883.12 hectáreas.

### Distribución por sexo
La distribución de la población por sexo en la Comuna 16 Belén se presenta en la siguiente tabla:
| Sexo      | Población |
| --------- | --------- |
| Masculino | 117 820   |
| Femenino  | 99 681    |
| Total     | 217 501   |

El análisis muestra que la población masculina supera ligeramente a la femenina, representando aproximadamente el 54 % del total.

### Densidad poblacional
La densidad poblacional se calcula en 245.53 habitantes por hectárea.
La densidad refleja cómo se distribuye la población sobre la extensión territorial de la comuna.

### Estructura por grupos de edad
La distribución de la población por grupos de edad se muestra en la siguiente tabla:
| Rango de edad | Población | Porcentaje |
| ------------- | --------- | ---------- |
| 0 - 4 años    | 14 276    | 6.6 %      |
| 5 - 14 años   | 26 980    | 12.4 %     |
| 15 - 24 años  | 38 125    | 17.5 %     |
| 25 - 44 años  | 54 350    | 25.0 %     |
| 45 - 64 años  | 42 375    | 19.5 %     |
| 65 y más      | 41 395    | 19.0 %     |
| Total         | 217 501   | 100.0 %    |

Los mayores de 25 años representan la mayoría de la población, mientras que los menores de 15 años comprenden solo el 19 % del total.

### Estratificación socioeconómica
Según el Anuario 2024, la estratificación socioeconómica de Belén es:
| Estrato        | Porcentaje de viviendas |
| -------------- | ----------------------- |
| 1 (bajo-bajo)  | 1.0 %                   |
| 2 (bajo)       | 19.4 %                  |
| 3 (medio-bajo) | 37.91 %                 |
| 4 (medio)      | 30.6 %                  |
| 5 (medio-alto) | 11.1 %                  |
| 6 (alto)       | 0.0 %                   |

El estrato predominante es el 3 (medio-bajo), seguido por los estratos 4 y 2.

### Etnografía
Según el Censo Nacional de Población y Vivienda 2018 del DANE, la composición étnica de la comuna es:
| Grupo étnico         | Porcentaje |
| -------------------- | ---------- |
| Mestizos y Blancos   | 96.09 %    |
| Afrocolombianos      | 2.49 %     |
| Indígenas            | 0.09 %     |
| Otros grupos étnicos | 1.31 %     |
| No informa           | 1.31 %     |

Esta distribución refleja la predominancia de la población mestiza y blanca en la comuna.

## Infraestructura vial y transporte
En general, la comuna presenta una buena trama vial, excepto en los asentamientos ubicados en la periferia, los cuales obedecen a desarrollos urbanos informales. Esta malla vial existente presenta una sección pública adecuada para las demandas vehicular y peatonal locales.
La comuna está conectada al resto de la ciudad desde el sur hasta el norte por varias avenidas como son las carreras 65, 70, 76, avenida 80-81 y la carrera 83-84, que le permiten una buena integración con las zonas del sur y del norte de la ciudad. Adicionalmente, cuenta con buenos corredores desde el  oriente al occidente y viceversa por avenidas como son las calles 30 y 33 que permiten el acceso al centro de la ciudad. Sin embargo, en este sentido tiene deficiencias dado que el aeropuerto Olaya Herrera representa una barrera para lograr una adecuada integración con las comunas 15 Guayabal y 14 El Poblado. Asimismo, se presenta saturación del flujo vehicular en las intersecciones de esta red vial estructurante de la comuna, generándose problemas de congestión especialmente en las horas pico del día.
Es de resaltar el apoyo que dan a la red arterial las vías laterales a las quebradas La Picacha, Altavista y Guayabo, que permiten mayor fluidez y posibilidad de maniobrabilidad al conjunto de la estructura vial principal.
El acelerado incremento de urbanizaciones en los sectores de El Rincón y la Loma de Los Bernal, ha contribuido a generar un aumento del flujo vehicular, con baja infraestructura vial de acceso —calle 1 sur, laterales a la quebrada La Guayabala y la carrera 76—, que hacen críticas las intersecciones a nivel con la avenida 80-81.
El servicio de transporte público en la zona de Belén es el más eficiente de la ciudad con un cubrimiento del 99% en ambas direcciones: norte-sur y oriente-occidente, servido por las rutas, 170, 171, 172, 173, 174, 176, 178, 179, 190, 192, 193, 300, 301, 302, 303, 315, 316.
Actualmente se ha construido por la calle 30 una de las líneas del Metroplus, un nuevo sistema de transporte masivo que permite mejorar el transporte del sector.

### Bibliográficas
- Naranjo Giraldo, Gloria (agosto de 1992). Medellín en zonas. Monografías. Medellín, Colombia: Corporación Región. ISBN 9589626521.

- MEDELLÍN, Jorge Alejandro y Diana Fajardo Rivera (2005 - 2006). Diccionario de Colombia. Editorial Norma, Medellín. ISBN 958-04-8561-5.